# Cirque Pinder
Pour les articles homonymes, voir Pinder.
Le cirque Pinder est un cirque français fondé en 1854 au Royaume-Uni par les frères William et George Pinder. À l’origine nommé « cirque Britannia », il change plusieurs fois de propriétaire au cours de son histoire, et est ainsi successivement dirigé par la famille Pinder, Charles Spiessert, Jean Richard et dernièrement la famille Edelstein. La mascotte de ce cirque est l'éléphant.
Installé en France depuis 1904, sa tournée commence en début d'année à Tours et se termine à Chartres à la fin octobre avant de s'installer à Paris pour les fêtes de fin d'année.

## Historique

### Les frères Pinder: fondateurs et premiers propriétaires de 1854 à 1928
En 1854, en Angleterre, George et William Pinder, spécialistes de l’art équestre, créent leur propre cirque qu'ils nomment « Cirque Britannia », du nom d’un navire dont la voile était devenue la bâche du chapiteau. Après avoir tourné quelque temps en Angleterre, une concurrence importante conduit le cirque à s’expatrier en Hollande au printemps 1868 et c’est en septembre qu'il foule pour la première fois le sol français, pour se rembarquer quelques semaines plus tard pour l’Angleterre. Il s’ensuit en 1869 une tournée en Angleterre et, en fin de saison, le retour vers la France. L’habitude est prise, et les allers et retours entre la France et l’Angleterre se multiplient avant l’implantation définitive en France, en 1904, sous la direction d’Arthur Pinder, fils de William Pinder. C'est dans le petit village de La Ville-Dieu-du-Temple, dans le Tarn-et-Garonne, que le cirque s'installe pour ses quartiers d'hiver.

### Charles Spiessert: deuxième propriétaire de 1928 à 1971
À la suite du décès d’Arthur Pinder en 1924, une vente aux enchères est organisée le 16 juillet 1928. Charles Spiessert, descendant de forains hongrois, reprend le cirque en se rendant acquéreur du matériel du chapiteau et des animaux. Spiessert dirigera le cirque jusqu'à sa mort en 1971.
Très vite, ce passionné de mécanique va moderniser son cirque et proposer des spectacles de grande qualité. En 1932, il achète une propriété à Chanceaux-sur-Choisille, un petit village à quelques kilomètres de Tours, propriété qui va lui permettre d’établir une base arrière pour son cirque. Après la Seconde Guerre mondiale, le cirque Pinder sous sa direction va connaître ses heures de gloire, avec des spectacles de plus en plus beaux, un matériel routier à la pointe du progrès et surtout le succès avec le concours de l’ORTF et les jeux radiophoniques.
Dans les années 1960, le cirque Pinder est le partenaire de l’ORTF et porte le nom de cirque « Pinder-ORTF »,. Il accueille Roger Lanzac pour l’émission de radio Le Jeu des 1000 francs et l’émission télé La Piste aux étoiles quand elle n’est pas tournée au Cirque d'Hiver à Paris.
En 1971, Charles Spiessert décède. Ses enfants reprennent le flambeau, mais le cirque, qui traverse une crise financière, sera finalement vendu à la fin de l’année 1971 au comédien Jean Richard.

### Jean Richard: troisième propriétaire de 1972 à 1983
Au début de l’année 1972, le comédien Jean Richard devient le troisième propriétaire du cirque Pinder et dès le début de la tournée, son nom apparaît en couleur bleue sur tous les véhicules du cirque. Le cirque devient alors le cirque « Pinder Jean Richard ».
Le 10 mai 1973, Jean Richard est victime d’un grave accident de la route, et c’est alors que les difficultés financières commencent. Également propriétaire du parc d’attractions La Mer de sable à Ermenonville, du Cirque Jean Richard qu’il a créé en 1969, mais aussi du Nouvel Hippodrome de Paris, il connaît des difficultés pour gérer l'ensemble de ses affaires, d’autant qu’il continue dans le même temps sa carrière d'acteur, en tenant notamment la vedette de la série Les enquêtes du commissaire Maigret.
Après un premier dépôt de bilan en 1978, Jean Richard ne peut en empêcher un second quelques années plus tard.

### Famille Edelstein: propriétaires depuis 1983
Gilbert Edelstein, à l'origine organisateur de concerts de rock dans les années 1960 et étranger au milieu du cirque, ouvre par la suite un restaurant à Lyon, ville dont il est originaire. C’est là qu’un ami, André Vylar, lui présente Jean Richard. Celui-ci lui propose un poste de commercial ainsi que la gestion publicitaire du cirque, poste qu’il occupera pendant sept ans avant de fonder sa propre société « Promogil », société visant à promouvoir le cirque et notamment les produits dérivés auprès de plusieurs cirques, notamment les cirques Amar et Bouglione.
Le 17 juin 1983, après la faillite de Jean Richard, il rachète les actifs de l’entreprise de ce dernier, les cirques Pinder et Jean Richard, ainsi que le nom commercial Jean Richard.
Aidé par son épouse Andrée, il réorganise le cirque Pinder, modernise la gestion, embauche de grands noms du cirque comme Wolfgang Holzmaïr, et renoue rapidement avec le succès populaire et financier, pour en faire en quelques années la première entreprise itinérante de cirque de France et d’Europe. En 1994, il achète à Perthes-en-Gâtinais, au sud de Paris, une grande propriété qui comprend un château, un corps de ferme et 130 hectares de bois, qui lui servira de base arrière pour son cirque (atelier mécanique et peinture). Il envisage la création d'un parc d’attraction sur le thème du cirque, baptisé « Pinderland », qui ne verra jamais le jour.
Son fils, Frédéric Edelstein, reprend à sa suite la direction du cirque. Son numéro de dressage, avec seize lions et tigres, est unique au monde. Il présente aussi un nouveau groupe de fauves, composé uniquement de lionnes et lions blancs, un numéro également unique au monde. La sœur de Frédéric Edelstein, Sophie Edelstein, exerce la fonction de directrice artistique du cirque. Elle est également connue pour ses numéros de magie et ses participations dans des émissions de télévision, comme La France a un incroyable talent.
À partir de 2016, le cirque Pinder se heurte à une première difficulté : le conseil municipal de La Ciotat promulgue un arrêté interdisant la représentation d’animaux sauvages dans les cirques. En 2021, les bêtes de cirque sont interdites à Paris et dans des centaines d'autres villes. En octobre 2021 est adoptée une loi qui programme pour 2029 l'interdiction d'emmener en tournée les fauves et les pachydermes,. En réaction, Frédéric Edelstein fait plusieurs apparitions dans les médias pour défendre la présence des animaux dans le cirque, qu'il juge indispensable pour la réussite, artistique comme financière, du spectacle.
Le cirque Pinder peut difficilement se permettre une baisse de recettes, car il a en moyenne 30 000 euros de frais journaliers, 10% étant consacré aux représentations proprement dites et le reste aux déplacements : 147 employés et 33 semi-remorques sont impliqués dans le montage, le démontage et le transport des installations,. Le 2 mai 2018, la société Promogil qui exploite le cirque Pinder est placée en liquidation judiciaire par le tribunal de commerce de Créteil. Les tournées des années suivantes sont annulées, en partie à cause des difficultés liées à la crise sanitaire liée à la pandémie de Covid-19, mais surtout à cause des difficultés financières du cirque.
Gilbert Edelstein meurt le 9 novembre 2022.

## Artistes et numéros

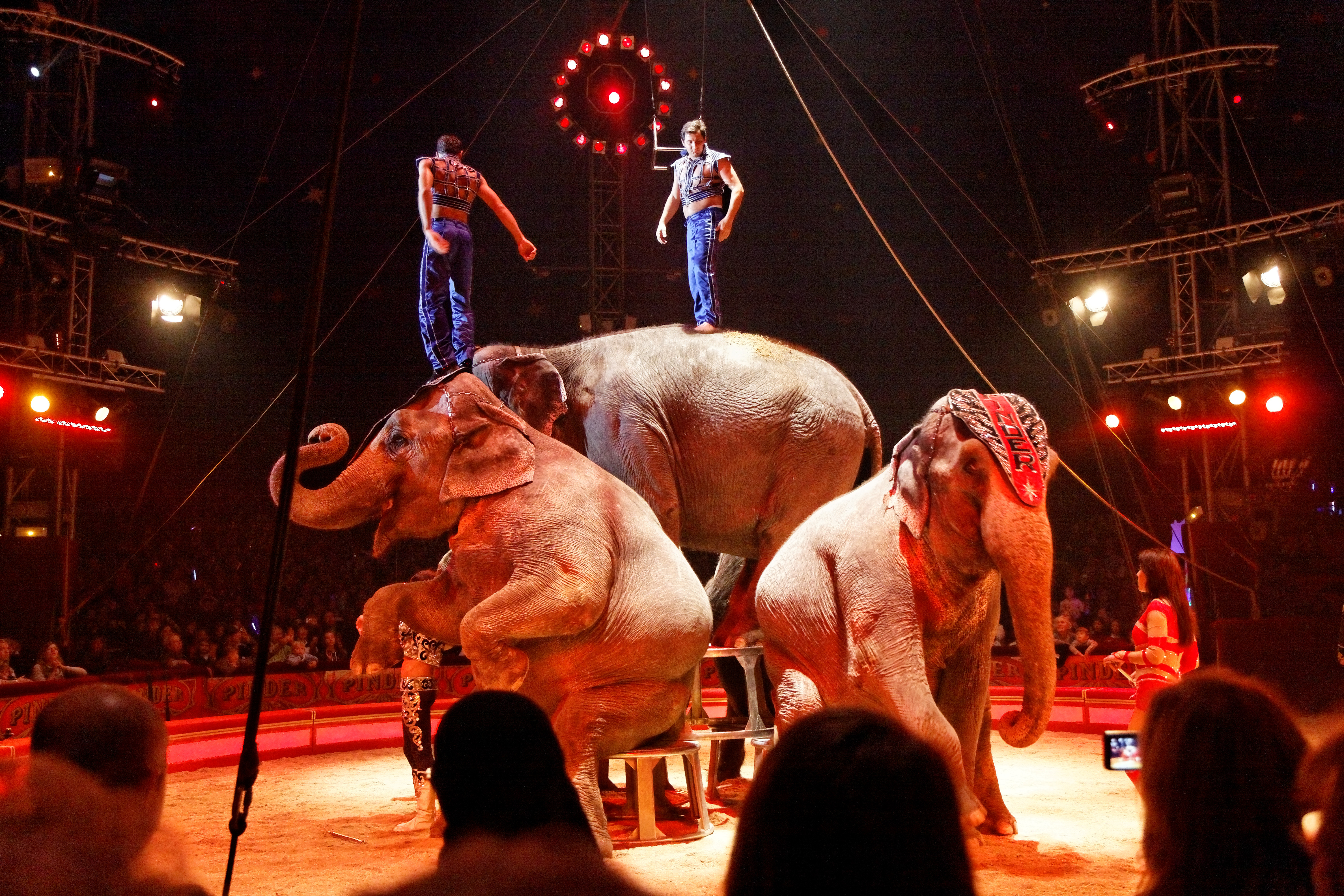
Joe Gartner et ses éléphants
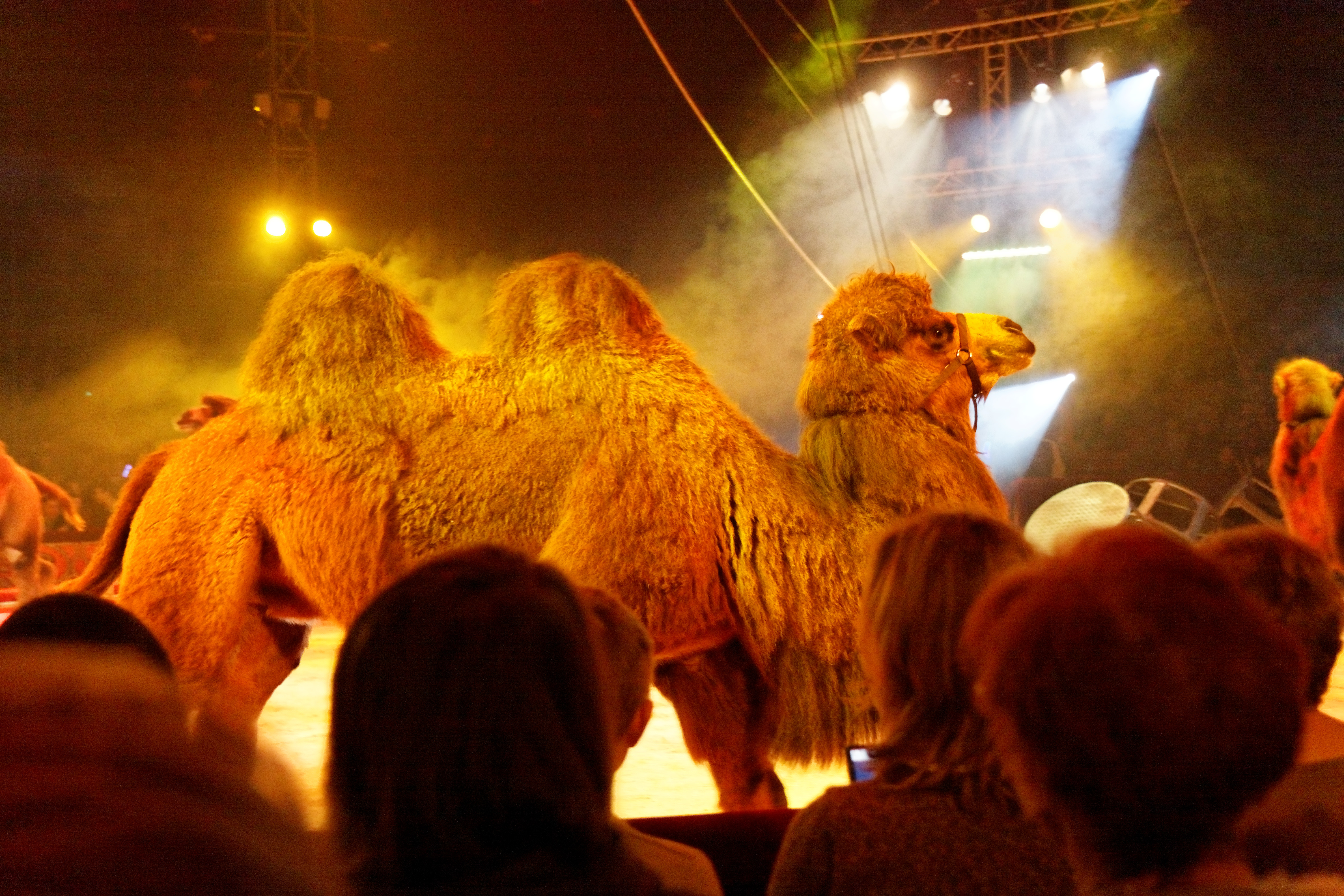
Sandro Montez et ses animaux exotiques
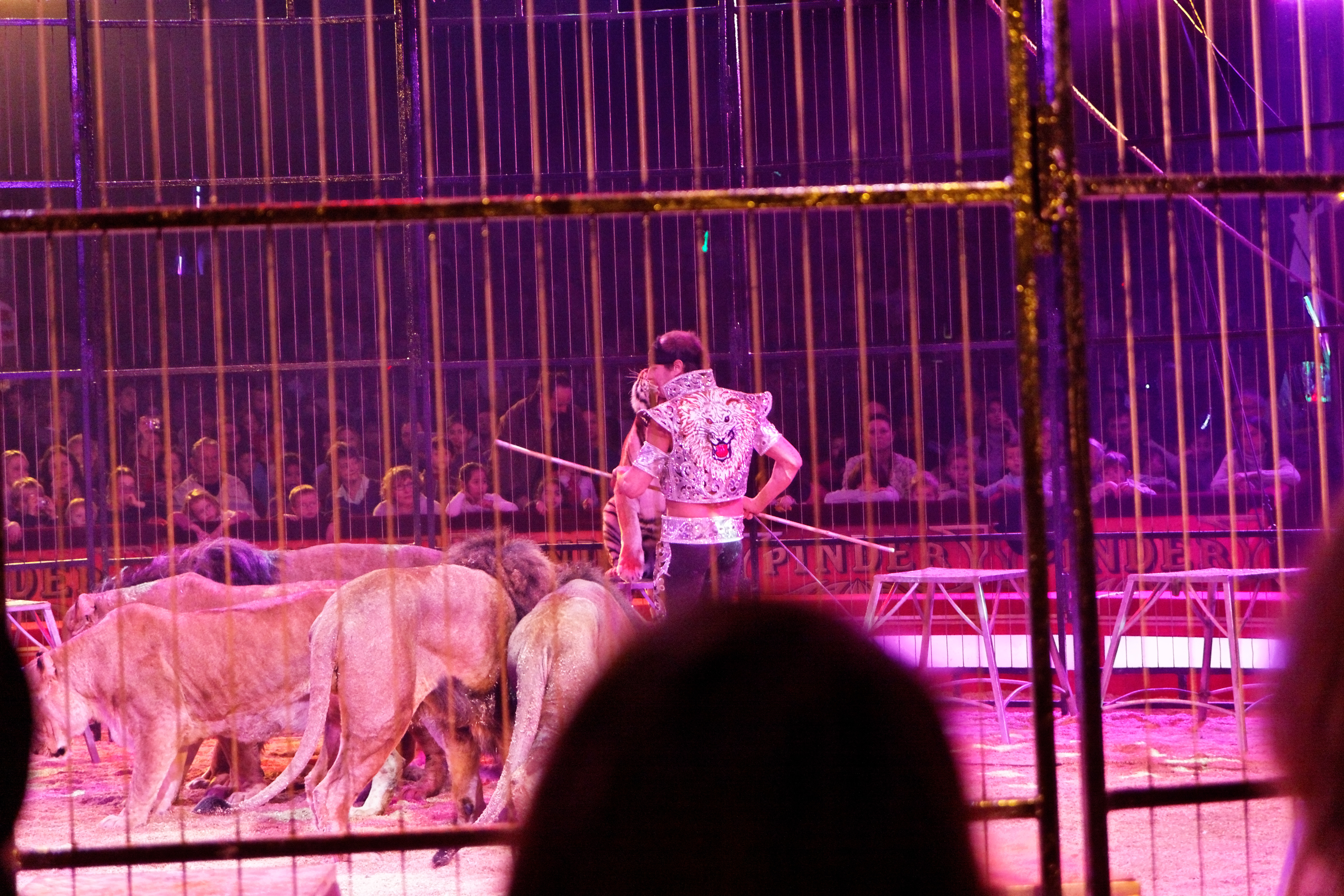
Frédéric Edelstein et ses fauves

## Condamnation
En 2010, le cirque Pinder a été condamné par le tribunal de grande instance de Valence à 6 000 euros d'amende et à la confiscation de deux éléphantes d'Asie, Saba et Dehli, et de Baghera, un jaguar noir, pour « exploitation irrégulière d’un établissement détenant des animaux non-domestiques », « utilisation non autorisée d'animaux non domestiques » et « défaut de certificats de capacité »,. La cour d'appel de Grenoble a confirmé le jugement augmentant l'amende à 15 000 euros, sans retenir toutefois la confiscation des animaux,. Les associations à l'origine de la plainte dénoncent la pression exercée par la famille Edelstein pour que des décisions politiques interviennent dans le processus judiciaire. La cour de cassation casse ensuite le jugement.
En 2011, le cirque Pinder passe à nouveau devant la justice à la suite d'un contrôle de l'ONCFS, qui constate la non présentation des certificats intracommunautaires de six tigres et donc l'impossibilité de justifier de leur provenance, ainsi qu'une différence entre l'effectif réel du groupe de tigres et l'effectif officiel du registre du cirque.